# David Bruce (mikrobiolog)
David Bruce, född 29 maj 1855 i Melbourne, död 27 november 1931 i London, var en brittisk militärläkare.
Bruce upptäckte under tjänstgöring på Malta 1883 undulantfeberns smittämne, efter honom uppkallat Brucella. Under studier i Zululand 1894–1895 fann Bruce den av tsetseflugan överförda Trypanosoma brucei som orsakar naganasjukdomen hos boskap. I Uganda gjorde han 1903 viktiga undersökningar av den afrikanska sömnsjukan.